# Irène Aebi
Irène Aebi (* 27. Juli 1939 in Zürich) ist eine Schweizer Cellistin, Violinistin und Sängerin im Bereich des Free Jazz.
Im Alter von 6 Jahren debütierte Aebi als Pianistin, bald auch als Violinistin mit dem Orchester des Konservatoriums von Genf. Am Ende des Jahres 1960 traf sie in Rom Steve Lacy, der ihr Lebensgefährte wurde. Nach Tourneen durch Südamerika liess sich das Paar in Paris nieder. Aebi arbeitete mit Lacy auch musikalisch in unterschiedlichen Formationen mehr als 40 Jahre lang zusammen und konzentrierte sich häufig auf das Violoncello, (auf dem sie Autodidaktin ist). Zum gemeinsamen Spiel steuerte sie auch Vokalpartien bei, bei denen sie auf Texte unterschiedlicher Autoren, von Laozi über Osip Mandelstam und Blaise Cendrars bis Guillaume Apollinaire zurückgriff. In einigen Formationen (z. B. Trio mit Lacy und Frederic Rzewski, Rushes: 10 Songs from Russia) ist sie ausschliesslich als beeindruckende Sängerin tätig.
Aebi hat auch mit Evan Parker, Mal Waldron, Alan Silva, Derek Bailey, Bobby Few und Takashi Kako aufgenommen. Christoph Gallio hat Solostücke für sie komponiert.